# الحركة الكشفية في غينيا الاستوائية
غينيا الاستوائية هي واحدة من 29 دولة فيها حركة كشفية ولكن ليس هناك منظمة كشفية وطنية التي هي عضو في المنظمة العالمية للحركة الكشفية في الوقت الحاضر. الكشفية في غينيا الاستوائية على ما يبدو تعمل نحو الدخول في المنظمة الكشفية العالمية. أجرى كشافة منطقة أفريقيا بعثة لتقصي الحقائق بشأن حالة الكشافة في نوفمبر تشرين الثاني عام 2003.
أصدرت غينيا الاستوائية الطوابع البريدية بزخارف الكشافة، ولكن ليس من الواضح ما إذا كانت متصلة لمنظمة معينة.